# Organisation communiste libertaire (1971-1976)
Pour l’article homonyme, voir Organisation communiste libertaire.
L’Organisation communiste libertaire dite « première manière » était une petite structure issue, en juillet 1971, de la fusion du Mouvement communiste libertaire et de trois groupes sortis de l’Organisation révolutionnaire anarchiste (ORA). Elle exista jusqu’à son extinction en 1976, date à laquelle l’ORA s’empara du nom Organisation communiste libertaire. Il ne faut donc pas confondre l’OCL « première manière » (1971-1976) et l’OCL « deuxième manière » qui exista à partir de 1976.

## Fondation

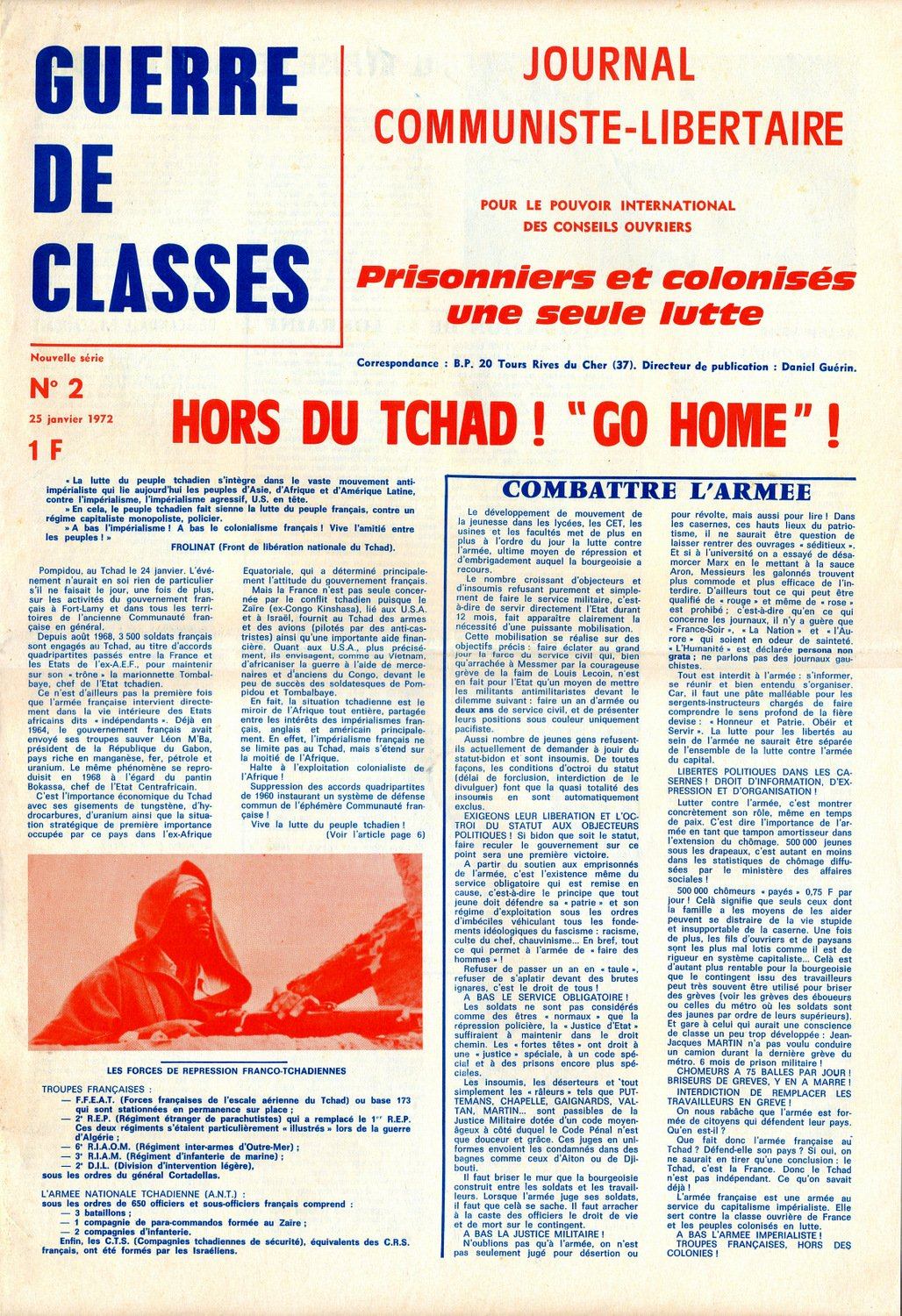
Guerre de classes du 25 janvier 1972.

Lors d’une rencontre à Marseille, les 10-11 juillet 1971, le Mouvement communiste libertaire, animé par Georges Fontenis et Daniel Guérin, ainsi que trois groupes de l’ORA – Marseille, Dijon, Saint-Étienne – décidèrent de fonder l’Organisation communiste libertaire (OCL).
Contrairement à l’Organisation révolutionnaire anarchiste (ORA), portée sur l’activisme et ouverte à l’action syndicaliste, l’OCL avait une orientation que l’historien Roland Biard qualifiait d’« ultragauche, marxiste, luxembourgiste et conseilliste ». Elle se disait « pour le pouvoir international des conseils ouvriers », prônait uniquement les « comités d’action » et les « comités de grève », et tenait des discours plutôt anti-organisationnels, y compris vis-à-vis d’elle-même.
En conséquence, elle eut une existence aussi discrète qu’erratique. Elle ne parvint jamais à dépasser le stade du réseau et souffrit, selon Georges Fontenis, de l’arrivée en son sein de « groupes minés par le virus du “spontanéisme” radical ». L’essentiel de son activité consista en élaboration théorique et en discussions avec d’autres groupes ultragauche, comme la Gauche marxiste.
Elle parvint néanmoins à éditer une douzaine de numéros d’un journal, Guerre de classes.

## Déclin
Fin 1973, Daniel Guérin rejoignit l’ORA, considérant qu’elle connaissait une évolution intéressante, tandis que l’OCL semblait condamnée à l’impuissance.
À partir de juin 1974, l’OCL connut un déclin accéléré, ses groupes se mettant en sommeil ou quittant l’organisation. Un conseil de liaison, tenu en décembre 1975, statua que l’OCL n’était désormais plus une organisation mais un simple groupe de réflexion. Un ultime conseil de liaison, le 28 novembre 1976, acta l’autodissolution de l’OCL.
Entre-temps, l’ORA, lors de son congrès d’avril 1976 à Orléans, s’était rebaptisée OCL, considérant que le nom était disponible. Ce fut la naissance de l’OCL dite « deuxième manière ».

## Publications
- Guerre de classes (1971-1976) est consultable en ligne sur le site Archives Autonomie ;
- Rupture, revue théorique (1974-1975)